# Pickup (agriculture)

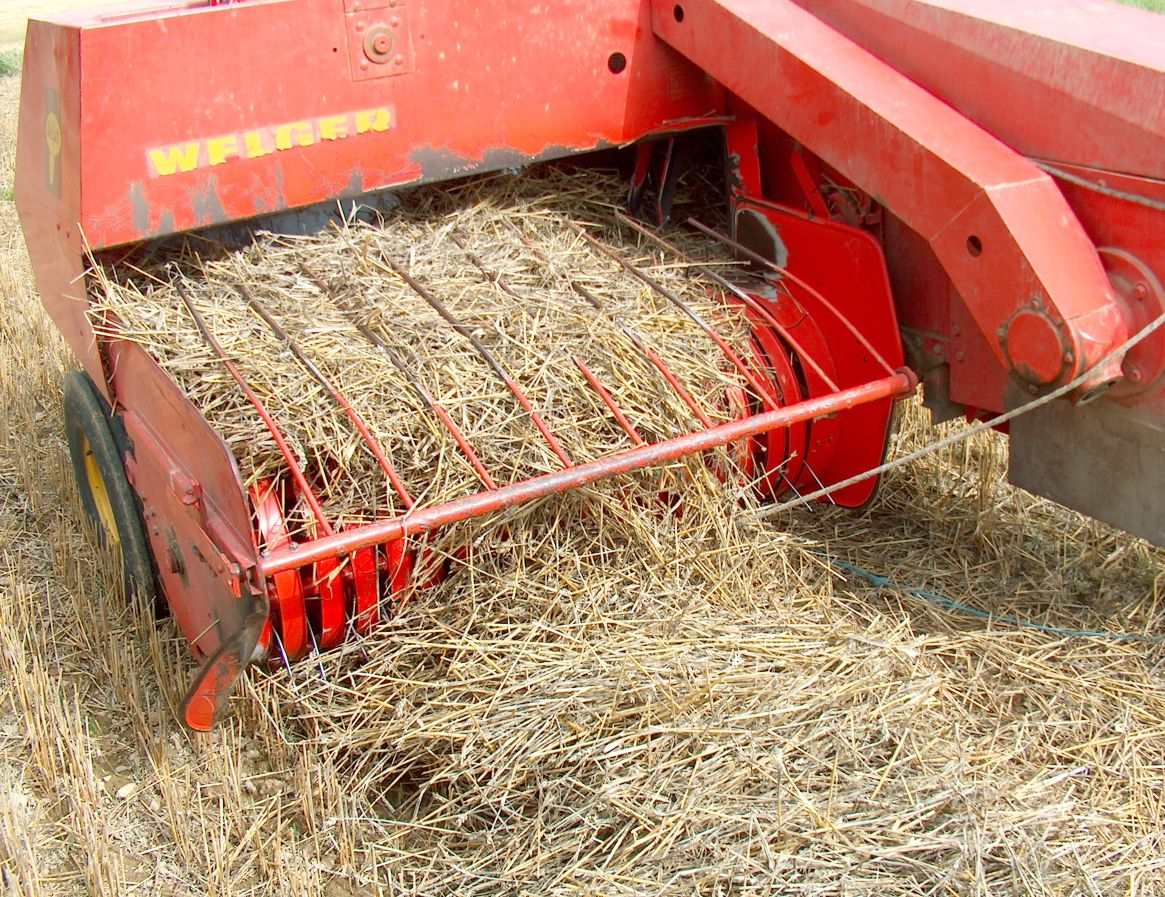
Pickup sur une ramasseuse-presse

En génie agricole, un pickup ou ramasseur est un composant servant au ramassage de tiges ou feuilles (foin, paille, herbe à ensiler, plantes à fibres, légumes) préalablement coupées. Les principales machines utilisant des pickup comprennent les ramasseuses-presses, certains andaineurs, les ensileuses, les remorques autochargeuses et diverses récolteuses. Le pick-up récupère la récolte (foin, paille, ensilage) d'un andain et la transfère vers un autre organe de la machine.

## Construction
Le ramasseur se compose d'un arbre principal et, selon le fabricant, d'environ cinq arbres porteurs de peignes disposés autour de cet arbre principal et auxquels sont fixées des dents souples. Les arbres porteurs sont guidés par l'arbre principal sur une trajectoire circulaire et oscillent éventuellement de façon à guider au mieux la matière récoltée contre ou sur des tôles. Les dents ramassent d'abord la récolte, la soulèvent et la transfèrent vers un convoyeur qui dirige la matière vers un autre organe de la machine : démêleur, tambour hâcheur, chambre de compression.
Un pick-up oscillant est intéressant en terrains vallonnés pour s'adapter à la déclivité.

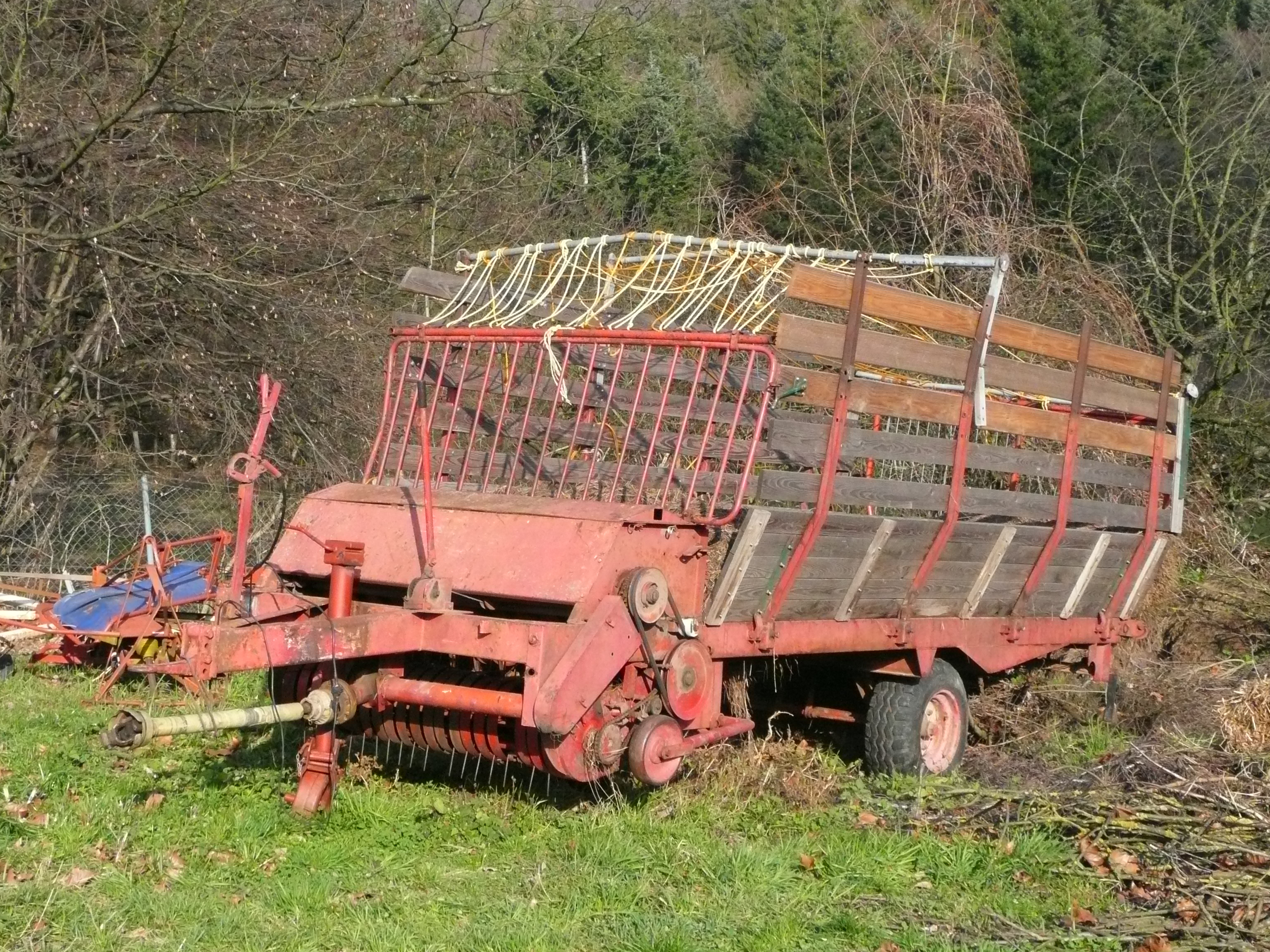
Pickup sur une remorque autochargeuse. Mécanisme d'entraînement par prise de force.
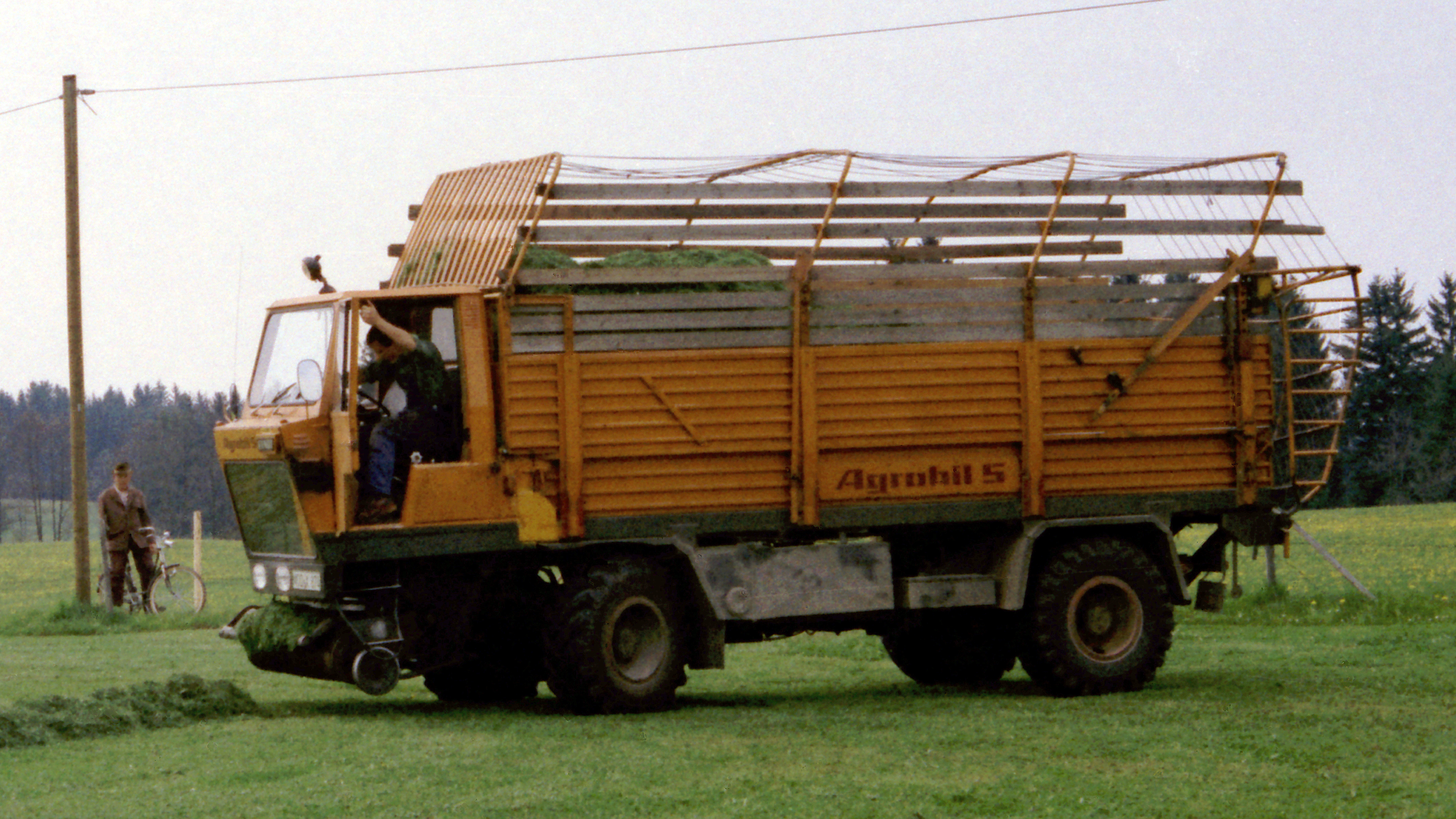
Ramassage en cours avec un Agrobil (autochargeuse automotrice).
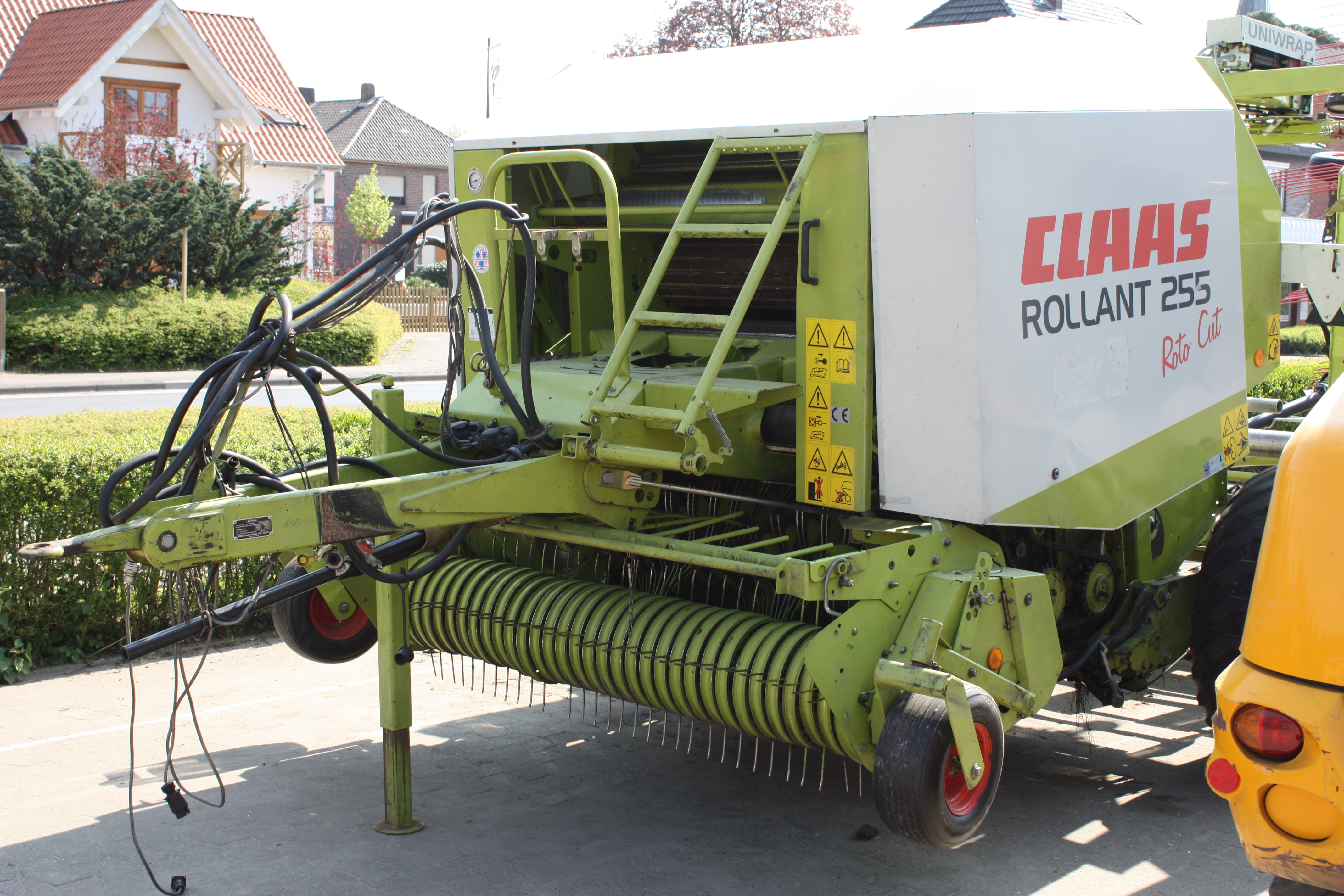
Presse à balles rondes avec pickup.
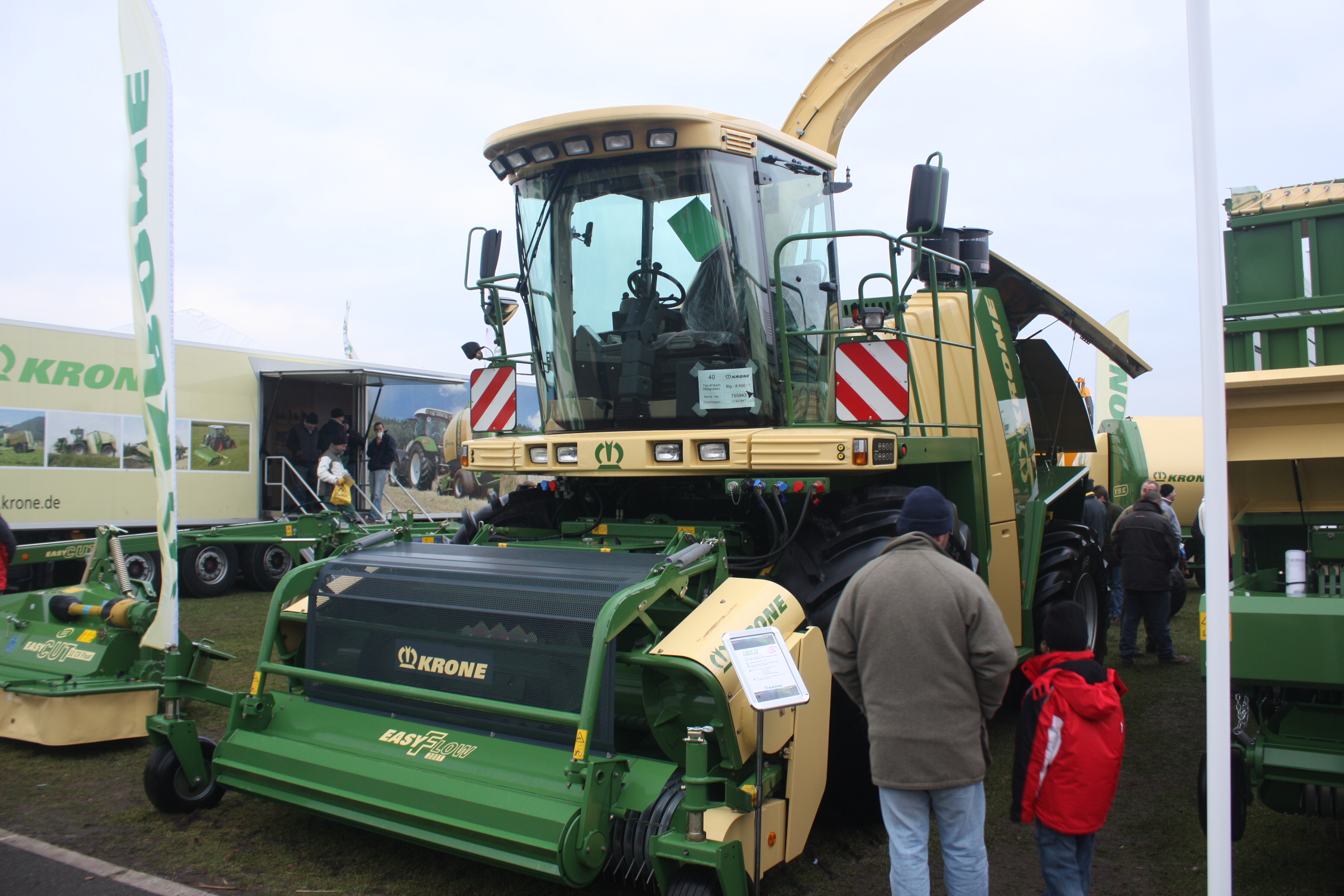
Pick-up sur ensileuse avec rouleau de maintien
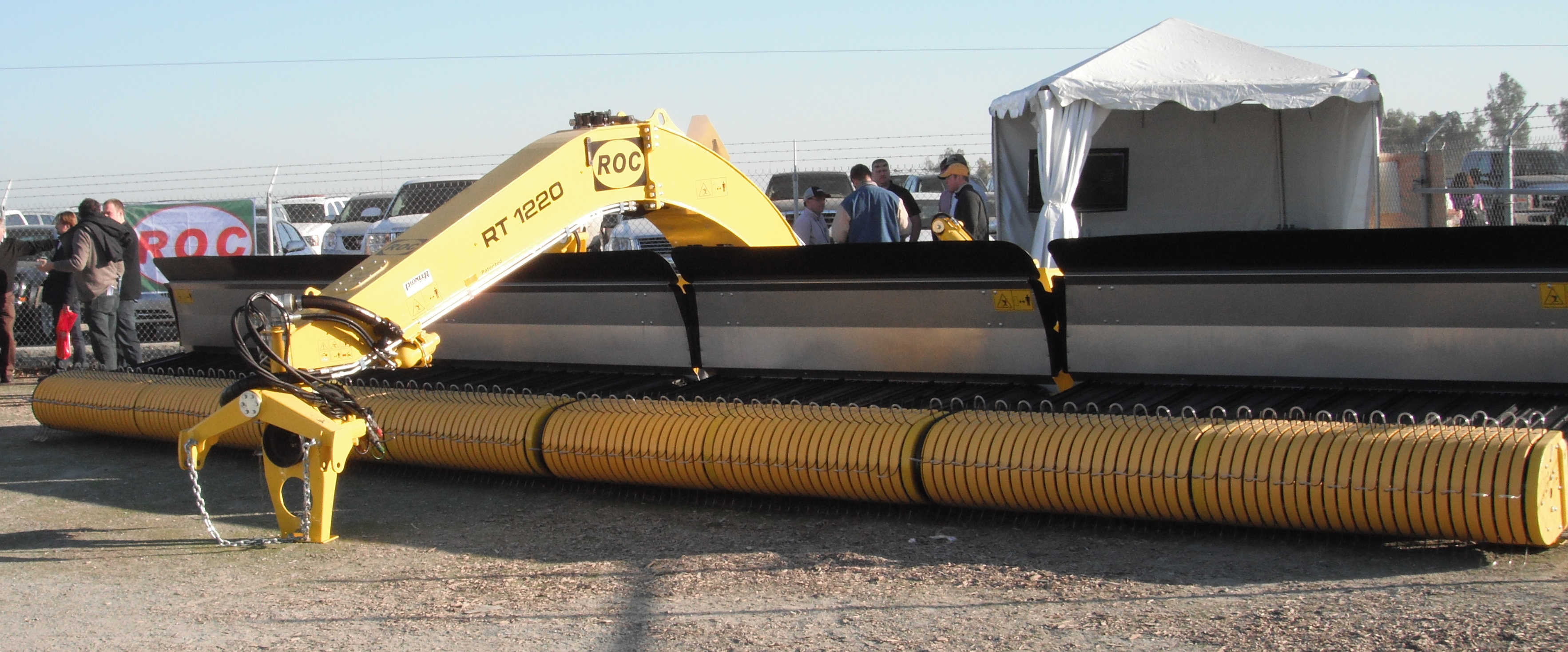
Andaineur à pickup de grande largeur, 2011. Le pickup alimente une bande transporteuse.

## Sources et références
- (de) Cet article est partiellement ou en totalité issu de l’article de Wikipédia en allemand intitulé « PickUp (Landtechnik) » (voir la liste des auteurs).